# Наталия Стар
Наталия Стар (на английски: Natalia Starr) е артистичен псевдоним на полската порнографска актриса Катаржина Тушка (Katarzyna Tyszka).
Родена е на 22 март 1993 г. в град Остров Мазовска, Полша. Нейната по-голяма сестра – Наташа Стар (Магдалена Тушка), е също порноактриса, като двете са популярни като „Сестрите Стар“.

## Ранен живот
На 6-годишна възраст напуска Полша и се премества заедно със семейството си в Ню Йорк, САЩ, където живее в кварталите Бруклин и Куинс. През 2012 г. завършва гимназия. След това работи известно време в търговски център. На 19 май 2012 г. печели титлата на конкурса за красота „Мис Полония Манхатън 2012“, който се провежда между момичета от полски произход от Манхатън.

## Кариера
Дебютира като актриса в порнографската индустрия през август 2012 г., когато е на 19-годишна възраст. Още в дебютната си година става момиче на корицата на списание „Хъслър“.
През юли 2013 г. е избрана за любимка на месеца на списание „Пентхаус“. Следващият месец тази титла печели нейната сестра Наташа Стар, като и двете са на корицата на списанието. Така, Наталия и Наташа стават първите сестри в историята на „Пентхаус“ с титлата за любимка на месеца.
През 2014 г. Наталия Стар се снима във фотосесии за списание „Плейбой“.
Изявява се и като екзотична танцьорка в клубове.
Участва заедно с Наташа Стар и други порноактриси в епизод от седмия сезон на американския сериал „Синове на анархията“.

## Личен живот
След като започва своята кариера в порноиндустрията Наталия се установява да живее в Лос Анджелис.

## Награди и номинации
| Година | Церемония    | Резултат  | Категория             |
| ------ | ------------ | --------- | --------------------- |
| 2014   | AVN награда  | Номинация | Най-добра нова звезда |
| 2014   | XRCO награда | Номинация | Най-добра нова звезда |